# تارا بلات
تارا بلات (Tara Platt) هي ممثلة أمريكية ولدت في فيرفاكس، فيرجينيا.

## زواجها
- يوري لوينثال (2001-حالياً)

## أدوارها في السينما الأمريكية
- المكالمة - متدربة

## أدوارها في الأنمي

### مسلسلات انمي تلفزيونية
- ناروتو - تيماري
- ناروتو شيبودن - تيماري
- بليتش - ليسا يادومارو، سودي نو شيرايوكي
- بوسو رينكين - توكيكو تسومورا
- تايغر آند باني - أنييس جوبير، سامانثا تايلور
- روزن ميدن ترويمند - باراسويشو
- فيت/ستاي نايت - كاستر
- كيه - سيري أواشيما
- كيكايشي - ريو شيشيو
- سيلور مون - إيكوكو تسوكينو
- رايف ماستر - رينا

### أوفا انمي
- البدلة المتنقلة جاندام يونيكرون - ماريدا كروز
- تيلز أوف فانتازيا ذي أنيميشن - مارتل، والدة مينت أدنيد، سيلف

### أفلام أنمي
- فيلم ناروتو شيبودن: إرادة النار - تيماري
- تيكن: ثأر الدم - آنا ويليامز
- فيلم بليتش: ذا دايموند داست ريبيليون، هيورينمارو آخر - يان

## أدوارها في الرسوم المتحركة
- بن 10: ألتيمت إليين - جينيفر نوكترن
- بن 10: أومنيفرس - إستر

## أدوارها في ألعاب الفيديو
- دراكنغارد 3 - زيرو
- بيرسونا 3 - ميتسورو كيريجو، إليزابيث
- بيرسونا 3 فيس - ميتسورو كيريجو، إليزابيث
- بيرسونا 3 بورتبل - ميتسورو كيريجو، إليزابيث
- بيرسونا 4 أرينا - ميتسورو كيريجو، إليزابيث
- بيرسونا 4 أرينا ألتيماكس - ميتسورو كيريجو، إليزابيث
- بيرسونا Q شادو أوف ذا لابيرينث - ميتسورو كيريجو، إليزابيث
- مارفل فرسس كابكوم 3 - ترون بون
- ألتيميت مارفل فرسس كابكوم 3 - ترون بون
- تيلز أوف ذي أبيس - نوار، غيلدا نيبيليم
- تيلز أوف سيمفونيا: دون أوف ذا نيو وورلد - راين سيج
- تيلز أوف غريسز - إيميرود
- تيلز أوف إكسيليا - كارلا آوتواي
- فاير إمبلم أويكينينغ - ميرييل
- ناروتو شيبودن: ألتيميت نينجا ستورم ريفولوشن - تيماري
- ناروتو شيبودن: ألتيميت نينجا ستورم 4 - تيماري
- الركاز: في أثر ابن بطوطة - دانيا
- غيلتي جير Xrd - ميليا ريج، إينو

## وصلات خارجية
- تارا بلات على موقع IMDb (الإنجليزية)
- تارا بلات على موقع روتن توميتوز (الإنجليزية)
- تارا بلات على موقع ألو سيني (الفرنسية)
- تارا بلات على موقع أول موفي (الإنجليزية)
- تارا بلات على موقع قاعدة بيانات الفيلم (الإنجليزية)
- تارا بلات على موقع كينوبويسك (الروسية)
- تارا بلات على موقع ANN person (الإنجليزية)